# ليلياناصورا
الليلياناصورا (الاسم العلمي: Leaellynasaura) (بمعنى "سحلية ليليان") وهي جنس من ديناصورات طيريات الورك عاشبة صغيرة، عاشت خلال مرحلة الألبي من فترة الطباشيري المبكر (ما بين 118 و 110 مليون سنة مضت)، اكتشف لأول مرة في مغار الديناصورات في أستراليا. النوع المعروف الوحيد منها هو (Leaellynasaura amicagraphica). تم وصفه في عام 1989، وسميت على اسم "ليليان ريتش"، ابنة الزوجين الأستراليين في علم الحفريات توم ريتش وباتريشيا فيكرز ريتش اللذان اكتشفاها.